# コロンビア特別区道295号線

コロンビア特別区道295号線の道路標識

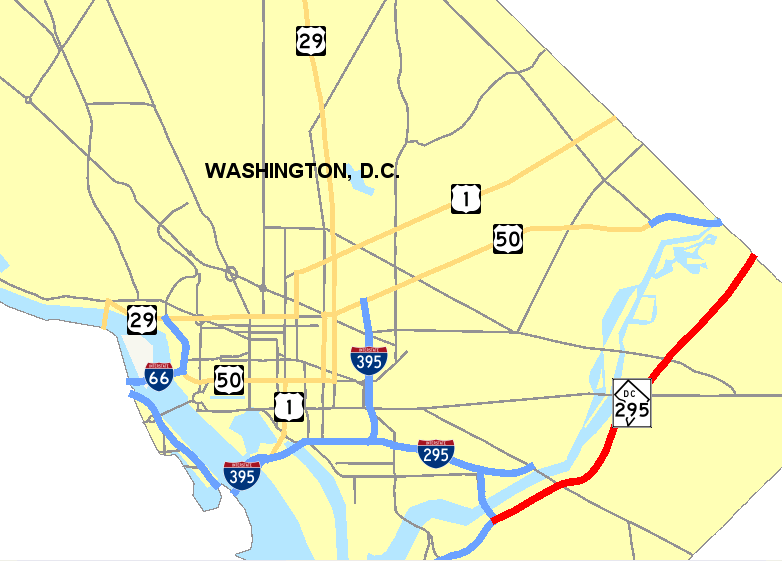
ワシントンD.C.の東部を通る

コロンビア特別区道295号線（コロンビアとくべつくどうにひゃくきゅうじゅうごごうせん、英語: District of Columbia Route 295）はアメリカ合衆国ワシントンD.C.にある道路である。コロンビア特別区道であるため、他州の州道に相当する。

## 路線
アナコースフリーウェイという呼び名で有名である。
道路の指定としては州道に相当するコロンビア特別区道なので一般道路であるが、「フリーウェイ」の通称の通り、自動車専用道路として供用されている。そのため州間高速道路網には含まれない。日本の首都高速道路が東京都道である点と類似している。ワシントンD.C.の中心部を避けるように通っており、バージニア州やメリーランド州にある郊外を結ぶ役割がある。郊外にある自動車専用道路であるため、州道・特別区道であり国道ではないが、国道ネットワークの一部を担っている。